# Interesseorganisation
 Der er for få eller ingen kildehenvisninger i denne artikel, hvilket er et problem. Du kan hjælpe ved at angive troværdige kilder til de påstande, som fremføres i artiklen.

Interesseorganisation – forening, der varetager interesser for en bestemt gruppe mennesker. Fx patientforeninger, fagforeninger eller foreninger i elev- og studenterbevægelsen.